# Madden NFL 2002
Madden NFL 2002 (även känd som Madden 2002) är ett amerikanskt fotbollsdatorspel. Den har tidigare Minnesota Vikings quarterback Daunte Culpepper på omslaget. Pat Summerall och John Madden är kommentatorer. Den första reklamen för Madden NFL 2002 visades under Super Bowl XXXVI, tre dagar efter att det började säljas i Japan av Electronic Arts Square. Noterbart är att spelet inte hade med Super Bowl MVP Tom Brady, som dock inkluderades i senare utgåvor av spelet som en rosteruppdatering.